# Poincaré - Foch - Anatole France - Croix de Bourgogne
Poincaré - Foch - Anatole France - Croix de Bourgogne est un quartier administratif de la ville de Nancy. Il se situe à l'ouest du Centre Gare.

## Description
Le quartier compte environ 20 000 habitants sur une surface de 164 hectares. Avant le XVIIe siècle, c’est un paysage de campagne, il accueillit les Optants durant l'annexion des territoires français par l'Empire allemand, en 1950, l’ensemble du quartier est constitué. Il compte plusieurs immeubles classés remarquables dont ceux de l'Art Nouveau. 

## Lieux
- Gare Saint Léon
- Église Saint-Léon
- Basilique du Sacré-Cœur
- Tour de la Commanderie, plus vieil édifice de Nancy (XIIe siècle)
- bureaux de la Communauté urbaine du Grand Nancy (CUGN)
- bureaux régionaux de la SNCF
- place de la Croix-de-Bourgogne
- avenue Anatole-France
- avenue Foch

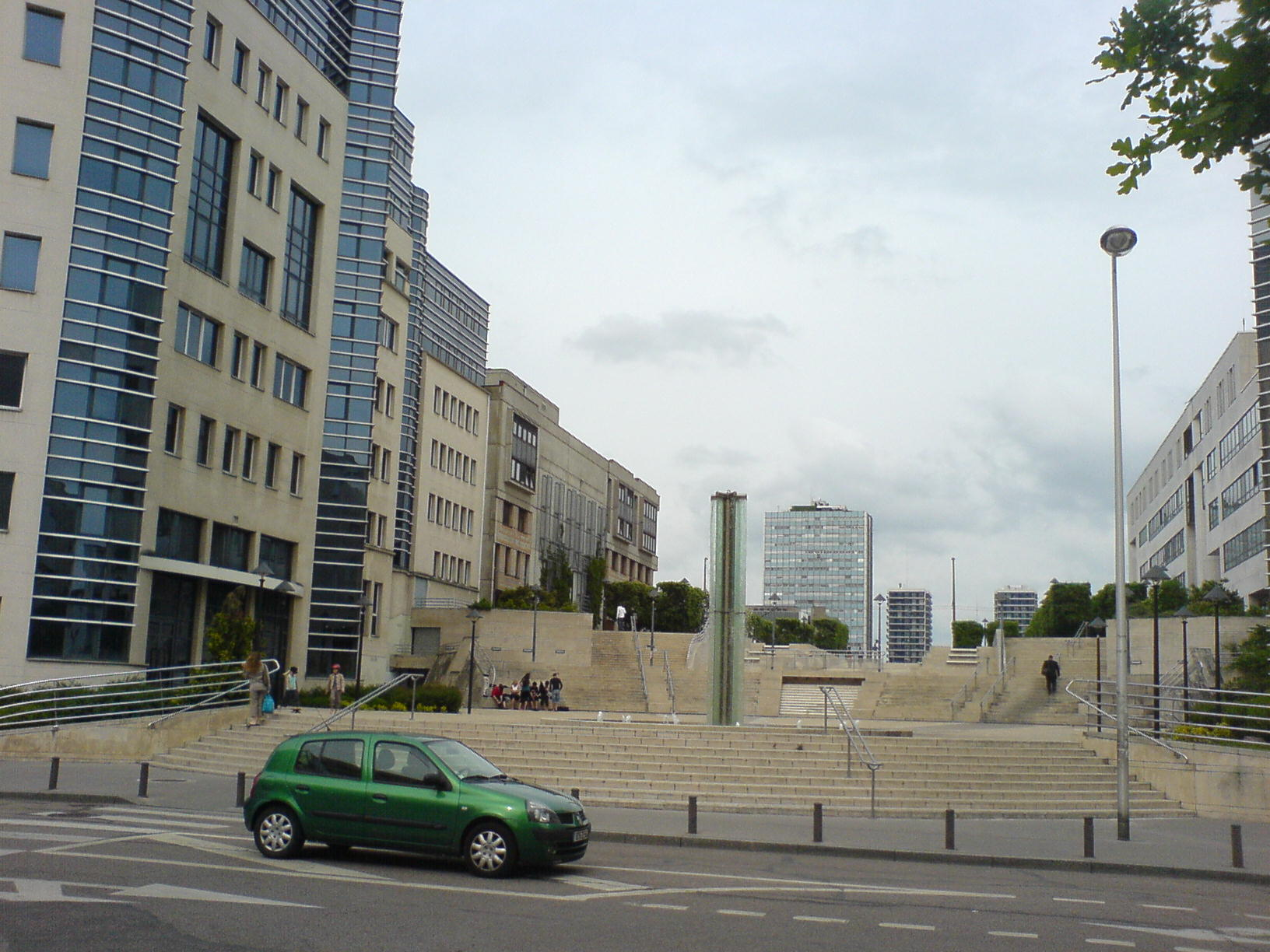
Premier plan : CUGN (Viaduc Kennedy) / Arrière plan : Tours quartier Joffre - St Sébastien.
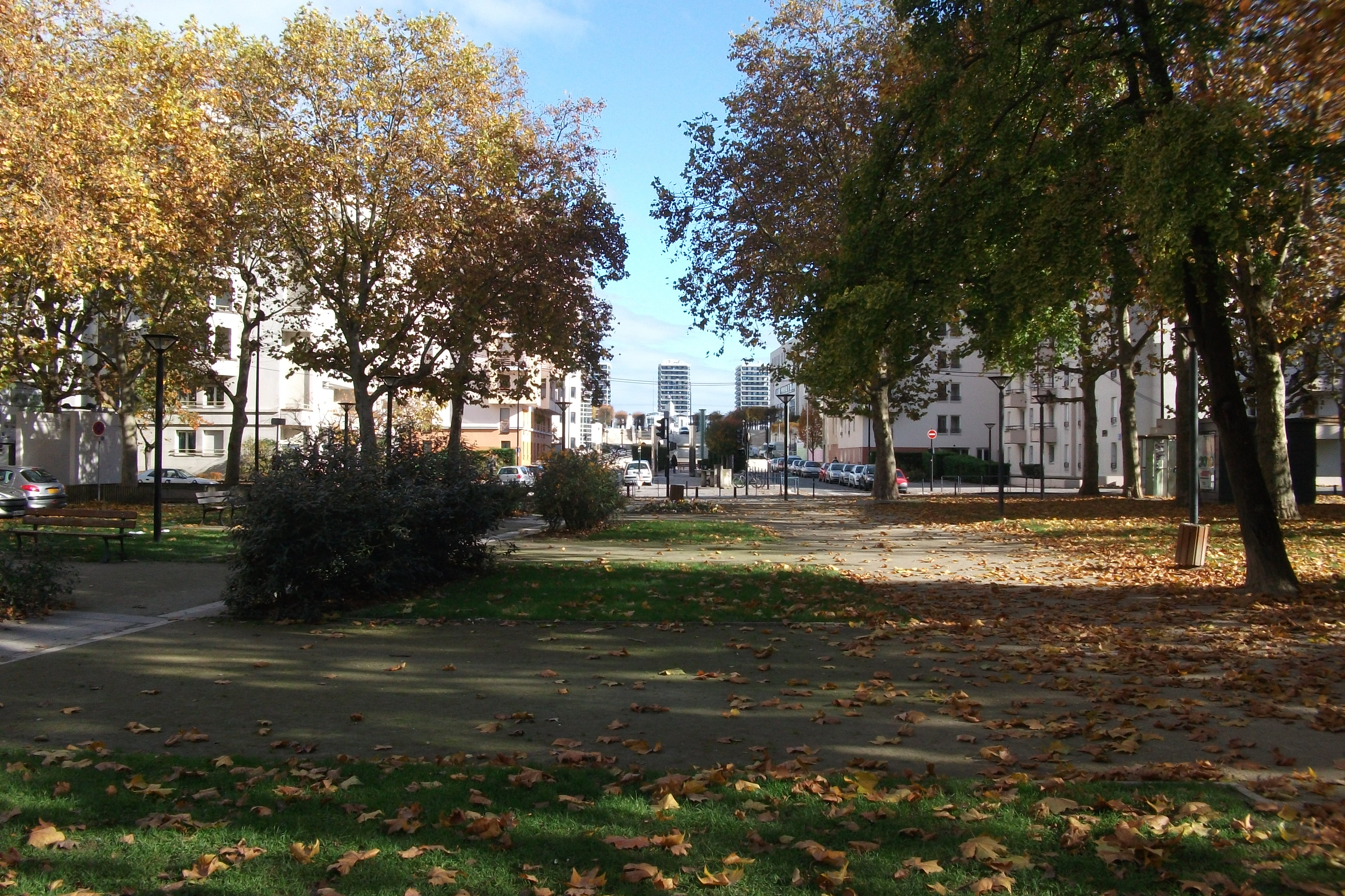
Le même axe depuis la place de la Croix-de-Bourgogne.
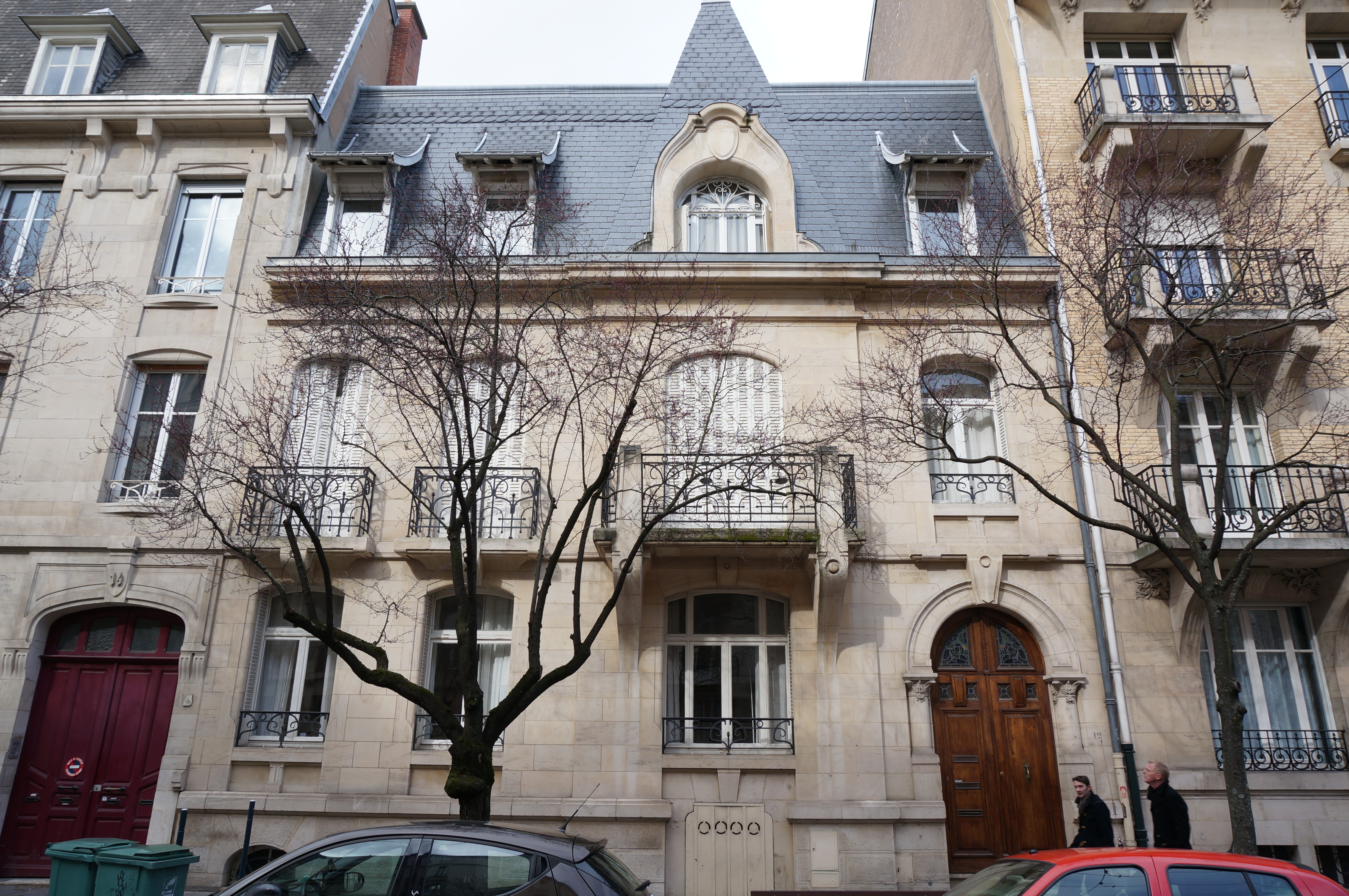
Avenue Anatole-France.
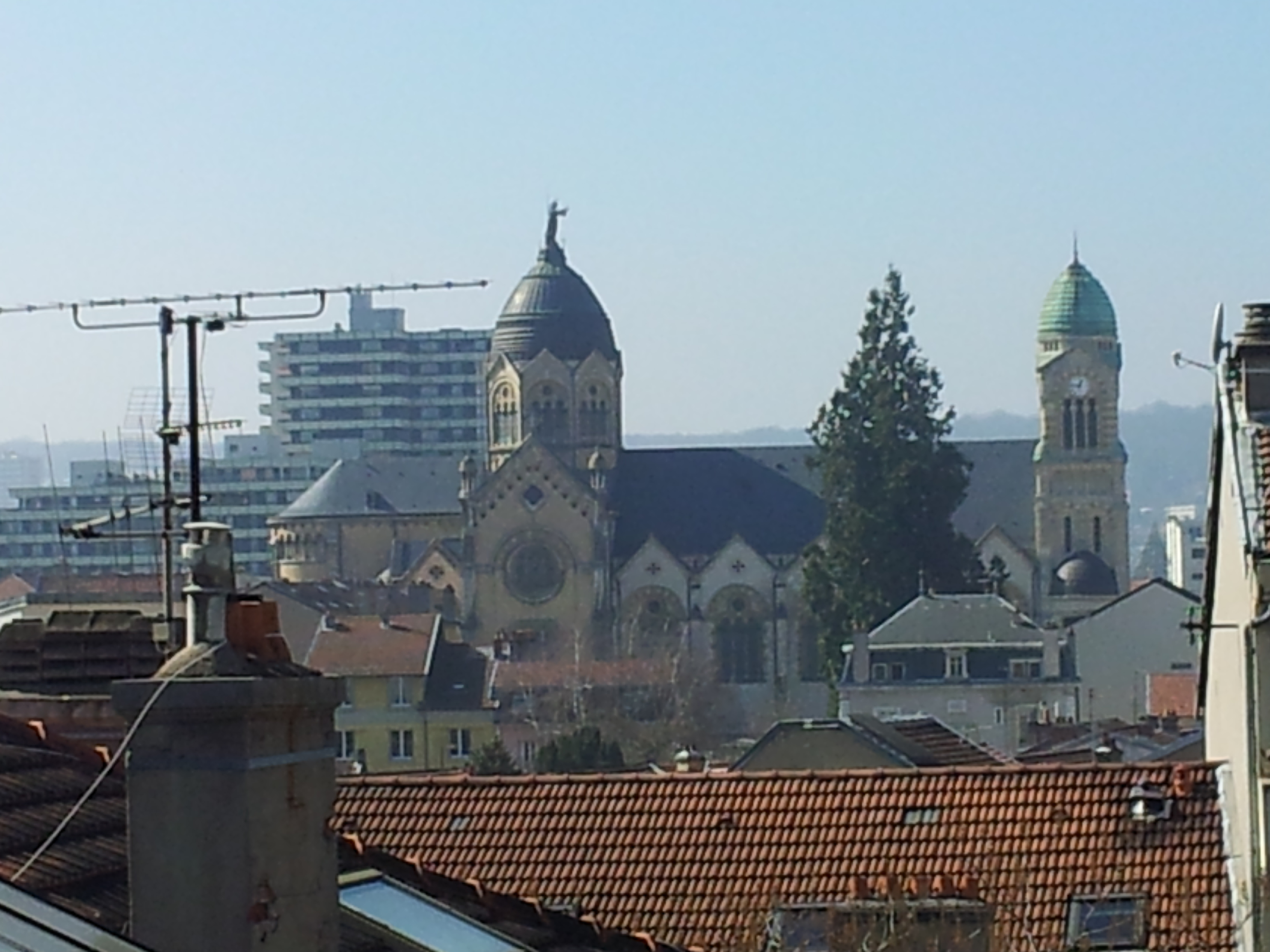
Sacré-Cœur.